# Hieracium sudeticum
Hieracium sudeticum là một loài thực vật có hoa trong họ Cúc. Loài này được Sternb. mô tả khoa học đầu tiên năm 1818.